# Wasserwerk Hosterwitz

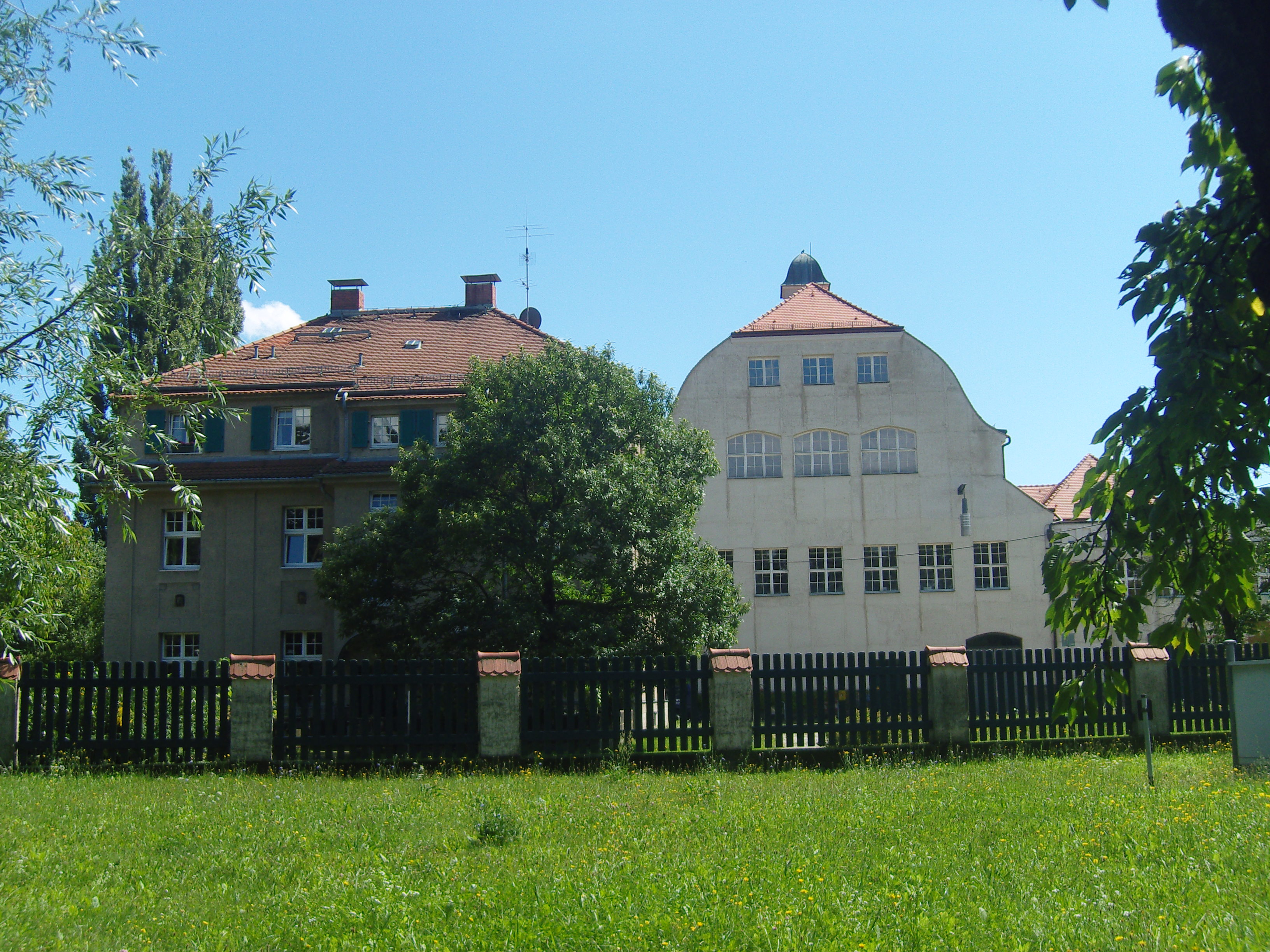
Wasserwerk Hosterwitz (2011)

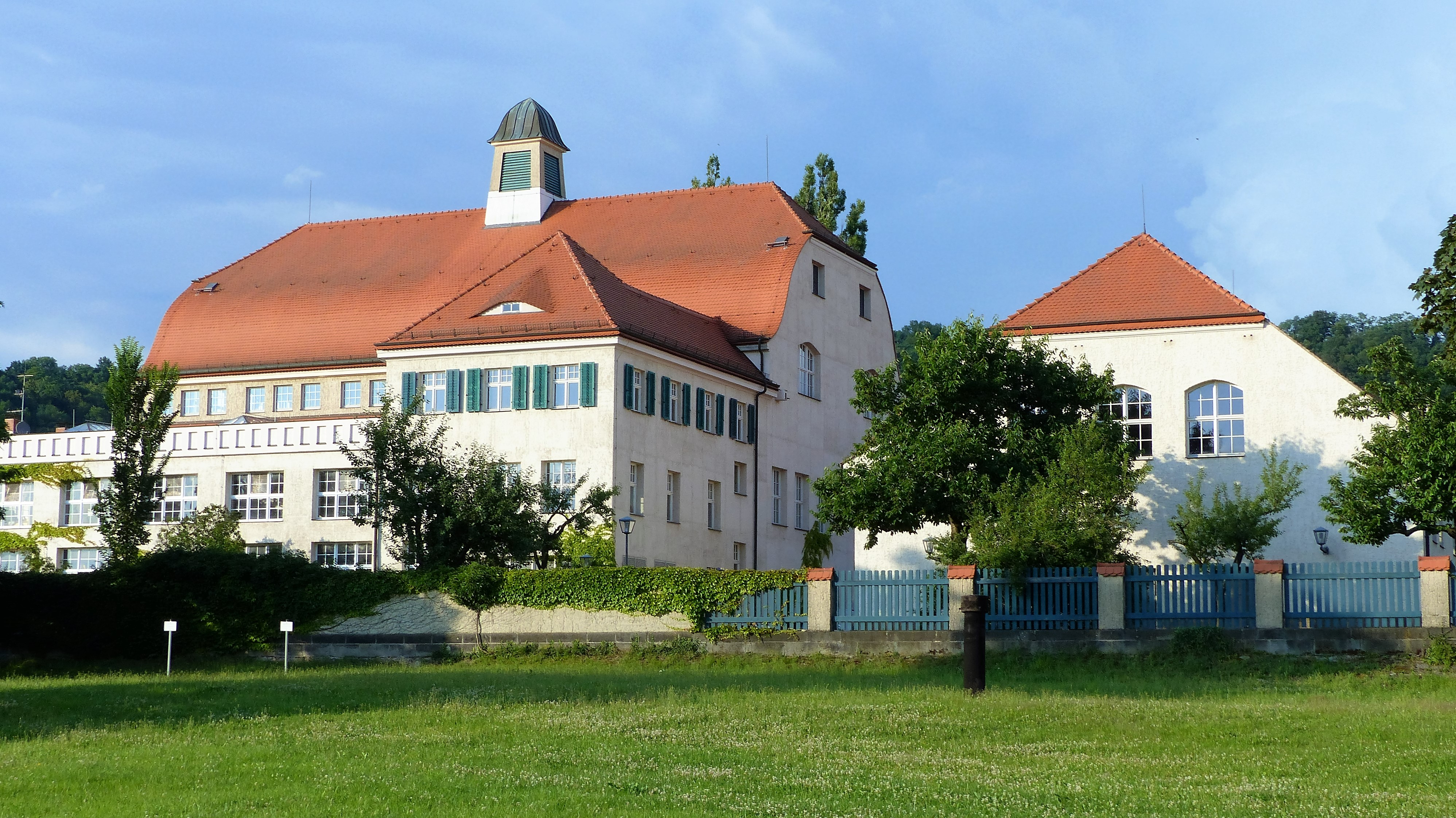
Alter Gebäudekomplex von Hans Erlwein (2016)

Das Wasserwerk Hosterwitz befindet sich im Dresdner Ortsteil Hosterwitz, östlich des Stadtzentrums. Das von 1905 bis 1908 nach Plänen des Stadtbaudirektors Hans Erlwein erbaute Wasserwerk stellt circa 20 Prozent des in Dresden verbrauchten Trinkwassers bereit.
Die Kapazität beträgt bis zu 84.000 m³ pro Tag. Das Wasserwerk gehört zur DREWAG – Stadtwerke Dresden GmbH.

## Lage
Das Wasserwerk befindet sich orographisch rechts der Elbe im Naturschutzgebiet 2 Dresdner Elbtalhänge und im Trinkwasserschutzgebiet Hosterwitz (Zone 1).

## Geschichte und Funktionsweise

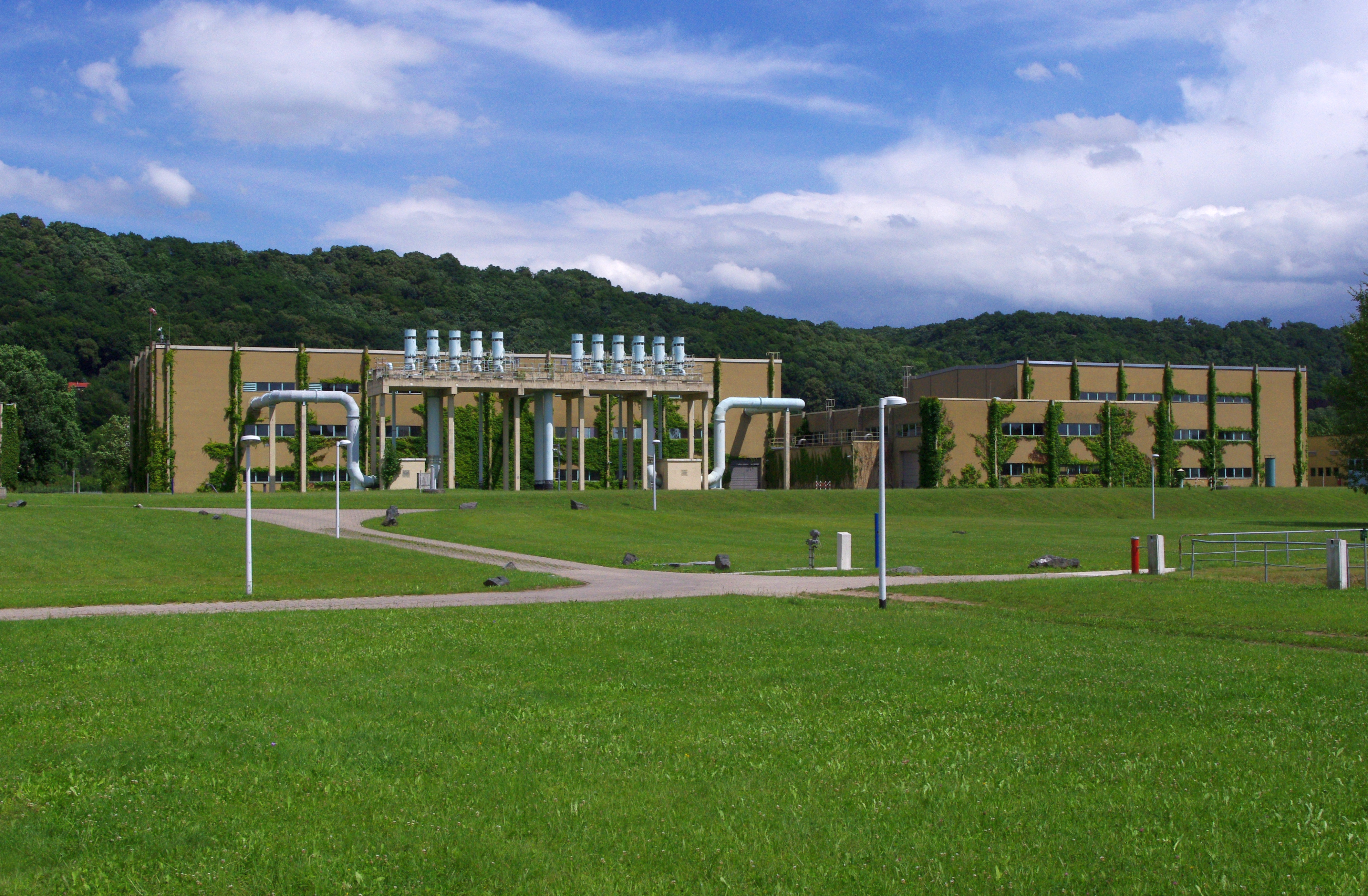
Filterhallen des Wasserwerks Hosterwitz (rechts Flusswasserfilterhalle; links Reinwasserfilterhalle mit Belüftungskaskaden)

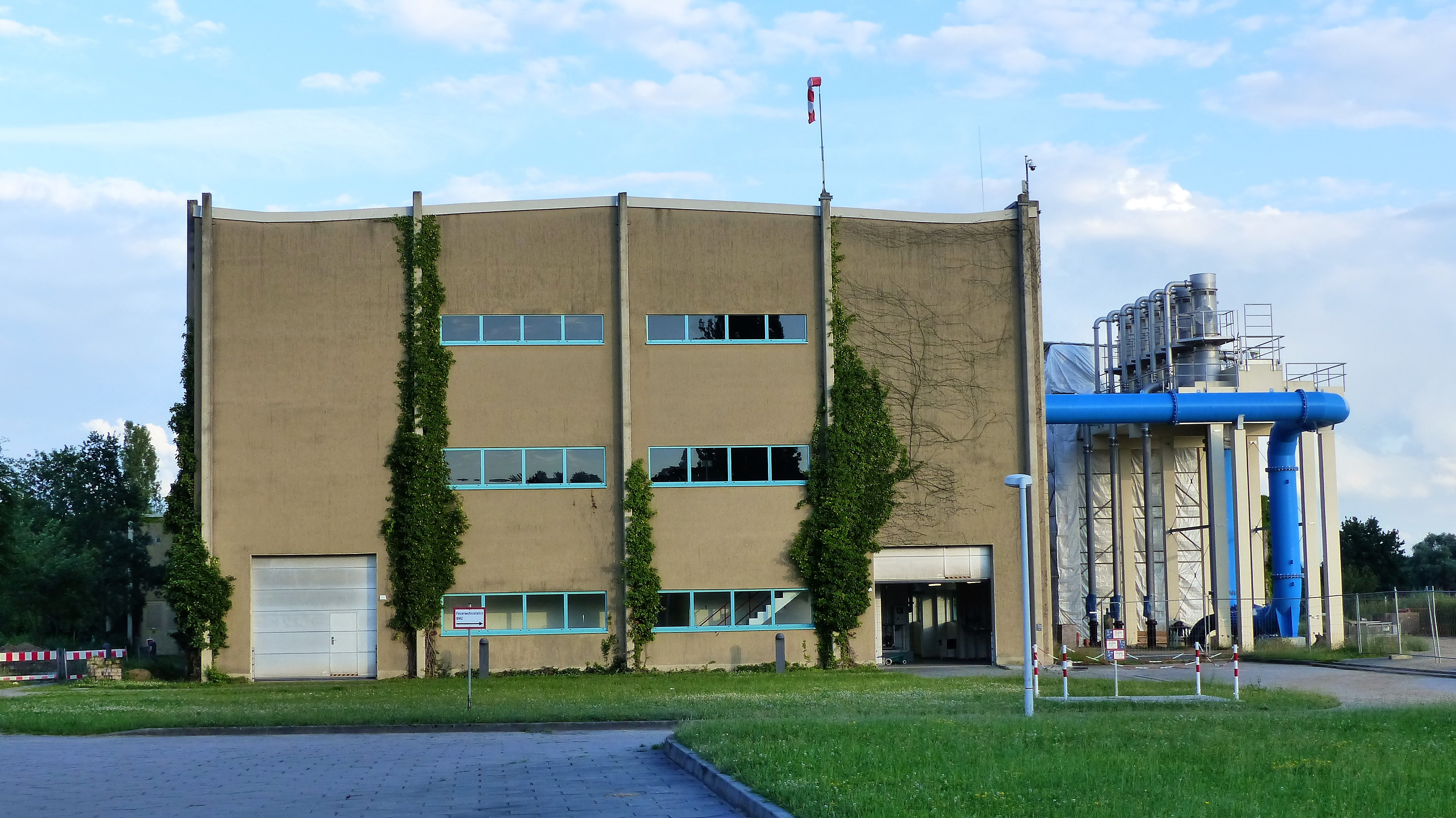
Neuer Gebäudekomplex mit Reinwasserbehälter und Belüftungsanlage

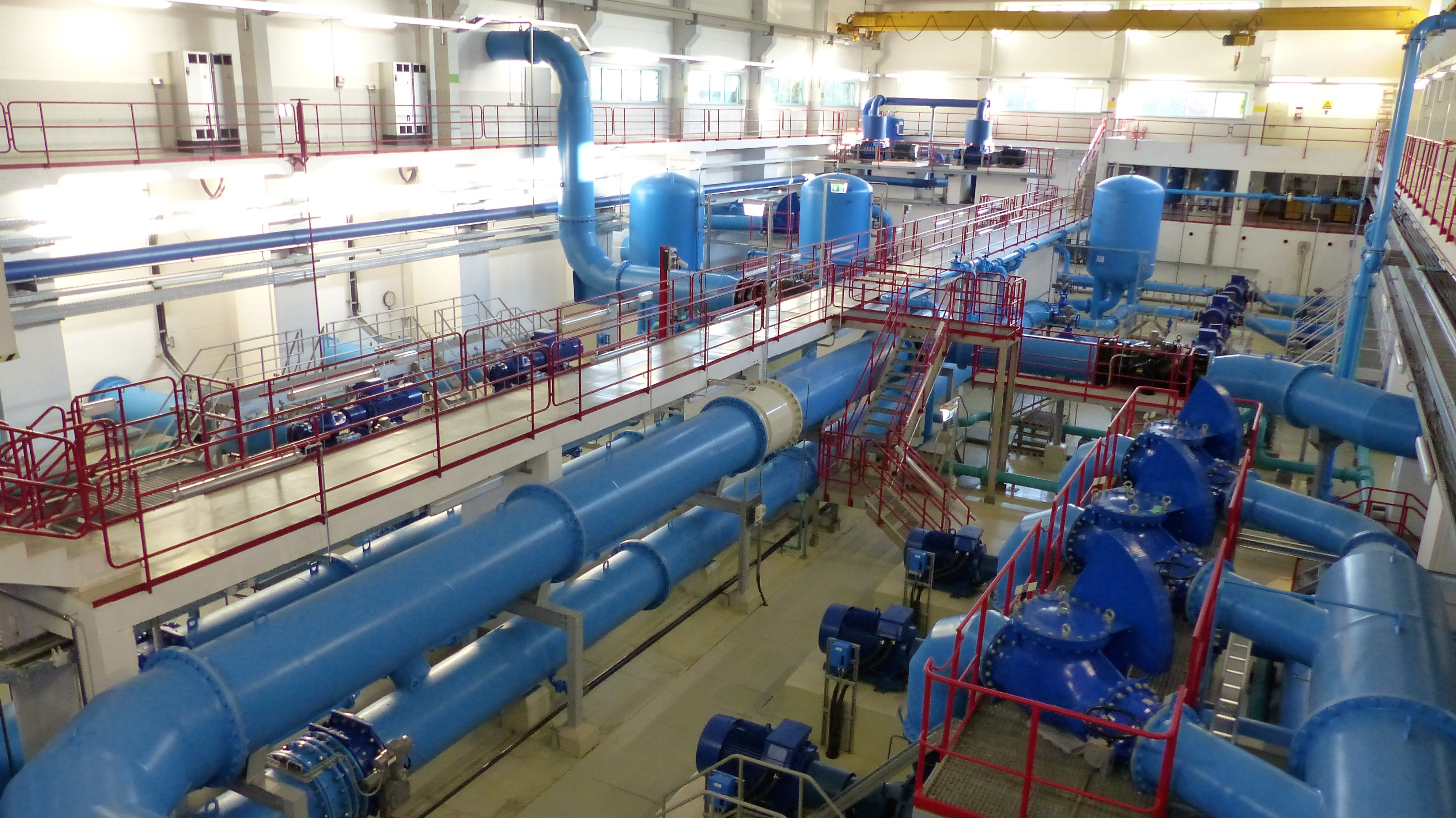
Maschinenhaus

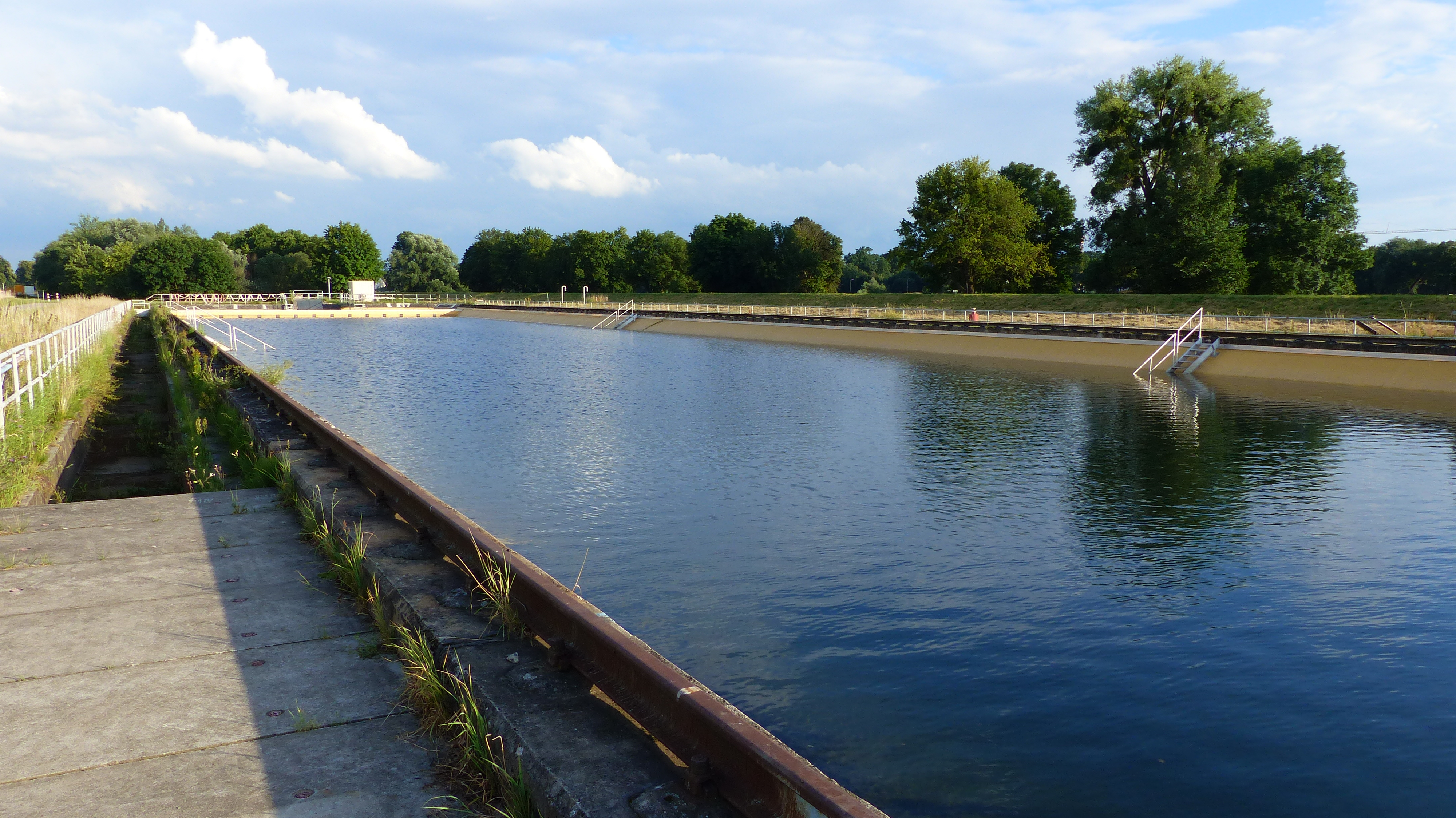
Flockung/Sedimentation

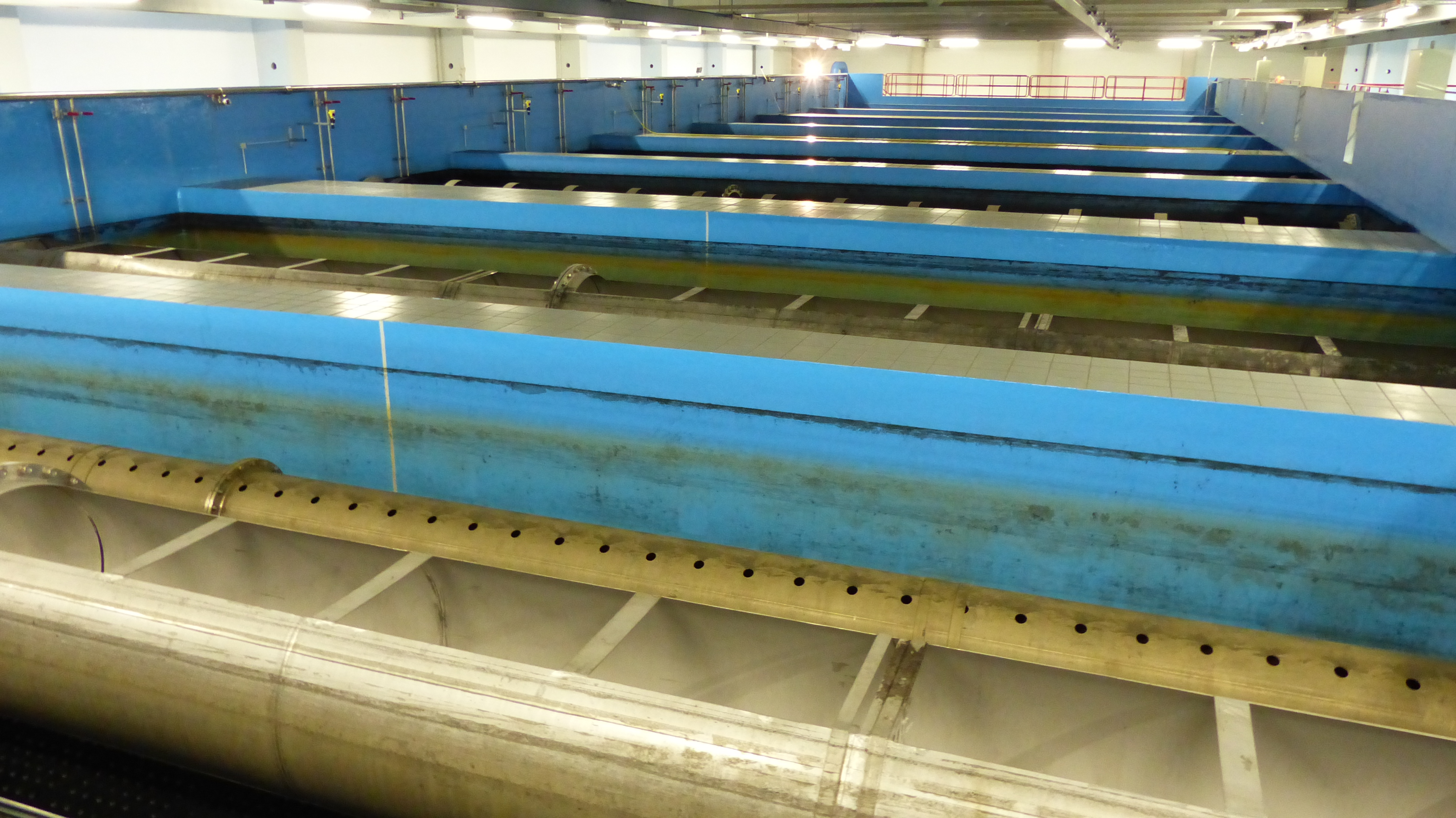
Filtration über Kornkohle

Das Wasserwerk Hosterwitz wurde am 11. Dezember 1908 nach anderthalbjähriger Bauzeit als drittes Dresdner Wasserwerk nach dem Wasserwerk Saloppe (1875) und dem Wasserwerk Tolkewitz (1898) in Betrieb genommen. Die Pläne hierfür entwarf Stadtbaudirektor Hans Erlwein.
Bei der Eröffnung wurde als Wasseraufbereitungstechnologie eine Förderung von mit Uferfiltrat angereichertem Grundwasser eingesetzt. Das geförderte Wasser wurde anschließend direkt in das Wasserverteilungssystem von Dresden gepumpt. Durch den steigenden Bedarf an Trinkwasser in Dresden wurde eine Erweiterung des Wasserwerks nötig, welche zwischen 1928 und 1930 durchführt wurde. Ziel des Umbaus war es, das vorhandene natürliche Grundwasser-Dargebot (die der Anlage zur Verfügung stehende Wassermenge) bei Bedarf ergänzen zu können. Hierfür wurde Elbwasser, also Oberflächenwasser, abgepumpt, anschließend durch Kiesbetten versickert, (wodurch es vorgereinigt wurde) und dann erneut durch Brunnen entnommen. Darüber hinaus errichtete man eine neue Filterstufe zur Aufbereitung des gesamten Rohwassers. Sie war notwendig geworden, weil die Elbwasser-Qualität durch Verschmutzung deutlich sank. Die Trinkwasserqualität drohte so ebenfalls zu sinken. Die neuen Filter wirkten dem entgegen. In der Zeit der Erweiterung wurde auch die Antriebsenergie Dampf durch Elektrizität ersetzt.
In den 1970er Jahren war die Kapazität des Wasserwerks Hosterwitz erneut zu klein geworden. Nach intensiven Voruntersuchungen begann man 1983 mit einem grundlegenden Umbau. Ziel war eine erhöhte Trinkwasserabgabeleistung von bis zu 72.000 Kubikmetern täglich. Dies wurde durch den Bau neuer technologischer Module, vor allem leistungsfähiger Aufbereitungsstufen, erreicht.
Nach der Wende wurden weitere Verbesserungsmaßnahmen durchgeführt. Eine weitere Erhöhung der Wasserqualität konnte durch die Inbetriebnahme einer Filteranlage mit Aktivkohle erreicht werden.
Auch heute kann die Anlage aus 3 Quellen ihr Rohwasser beziehen: aus natürlichem Uferfiltrat sowie dem durch künstliche Infiltration vermehrten und zusätzlich dem landseitig zufließenden Grundwasser. In Dresden bildet das ein Alleinstellungsmerkmal dieses Wasserwerkes.

## Erlwein-Gebäude
Die alten Werkshallen nach Plänen von Hans Erlwein waren von 1908 bis 1992 in Betrieb. Da die Gebäude unter Denkmalschutz stehen, fand zwischen 1983 und 1992 ein Umzug der Betriebsanlagen in einen Neubau statt. Die alten Gebäude blieben als leere Industriedenkmale erhalten. In den Jahren nach dem Umzug wurden die Gebäude äußerlich originalgetreu wiederhergestellt. So wurde 1994 mit der Rekonstruktion der Dächer begonnen. Dabei bekamen diese die von Erlwein vorgesehenen Dachgauben, die Biberschwanzdeckung und Kupfer-Dachrinnen zurück.
In der alten Halle zur Filterung von Flusswasser befindet sich heute der Sozial- und Bürobereich des Wasserwerks. Im ehemaligen Maschinenhaus stehen Pumpen für die Versorgung der Dresdner Höhenlagen, zum Beispiel von Weißig.
Die ehemalige Reinwasser-Filterhalle ist vermietet an eine Außenstelle des Technologiezentrums Wasser des Deutschen Vereins des Gas- und Wasserfaches. Im Inneren der Halle hat der Architekt Eberhard Pfau ein Haus im Haus errichtet. Dabei wird die Halle von dem Bürotrakt nicht voll ausgefüllt. Aus dem freien Raum heraus sieht man, wie das alte Dach das neue Innengebäude weit überragt. Neben dem Bürotrakt wird in der Halle Raum für zusätzliche technische Anlagen freigehalten.

## Heutiger Zustand des Wasserwerks

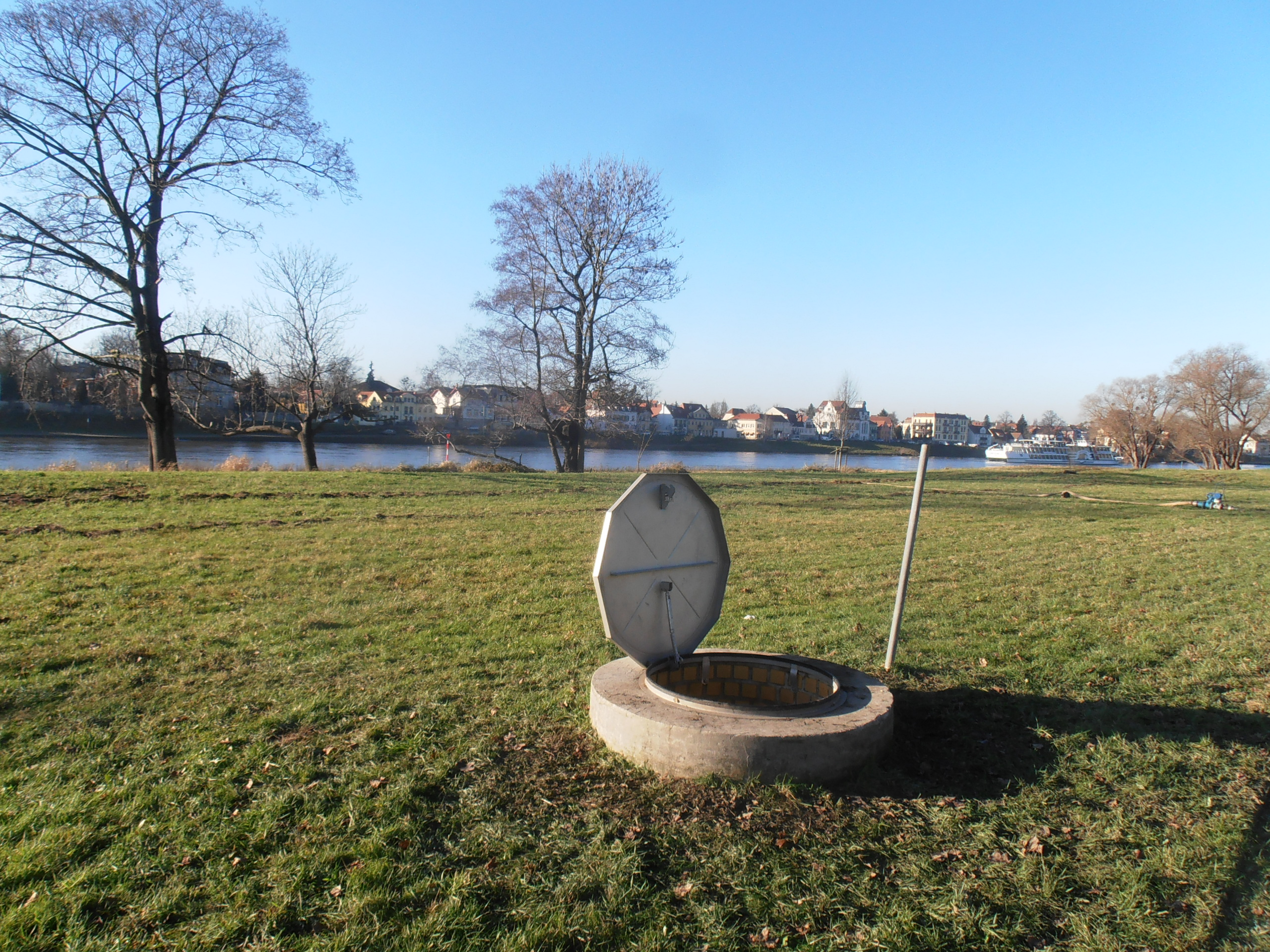
Brunnen im Wasserwerk Hosterwitz

Nach dem Elbhochwasser 2002 wurden 5,3 Millionen Euro in die Schadensbeseitigung des direkt an der Elbe gelegenen Wasserwerks aufgewendet. Dabei wurden die Pumpen sowie die Chemikalienspeicher und Dosieranlagen wieder instand gesetzt. Außerdem musste die elektronische Mess- und Regeltechnik und die Stromversorgung erneuert werden. Nach viereinhalb Monaten Reparaturzeit konnte das Wasserwerk wieder ans Netz gehen.
Viele der heute noch aktiven 144 Brunnen stammen aus den Jahren 1932 bis 1934. Pro Brunnen lassen sich 100 Kubikmeter Wasser pro Stunde gewinnen. Die Tiefe der Brunnen beträgt bis zu 22 Meter bei einem Durchmesser von zwei bis drei Metern. Seit 2007 werden die Brunnen nach und nach saniert. Die aktuelle maximale Aufbereitungskapazität betrug 2008 täglich 72.000 Kubikmeter. Im Jahr 2015 wurden zehn Millionen Kubikmeter Wasser aufbereitet, je zur Hälfte aus Rohwasser der Elbe und aus freiem Grundwasserzulauf.
Alle 20 Jahre muss der Sand aus den Infiltrationsbecken entfernt und gereinigt werden. Dabei werden mit Baggern etwa 1500 Kubikmeter Sand in einer mobilen Reinigungsanlage gewaschen. Hier werden Unkraut, Schmutz und andere Verunreinigungen entfernt.
Zwischen 2015 und 2020 wurde das Wasserwerk ausgebaut. Unter anderem wurden ein großes Pumpwerk und drei Schlammbehälter errichtet, in dem sich Schlamm aus dem Uferfiltrat der Elbe absetzen kann. Damit muss die Vorreinigung des Uferfiltrats nicht mehr zur Entsorgung des Schlamms unterbrochen werden. Ziel war es, die maximale tägliche Aufbereitungskapazität auf 107.000 Kubikmeter zu steigern. Außerdem wurde die Steuerungselektronik hochwassersicher in transportable Container verlegt und ein innerer Deich errichtet. Die Kosten betrugen insgesamt rund 6,4 Millionen Euro. Zwischen 2025 und Ende 2026 wird eine zweite Filterhalle errichtet. Damit soll die Kapazität des Wasserwerks auf 115.000 Kubikmeter gesteigert werden.

## Funktionsstufen des Wasserwerks Hosterwitz

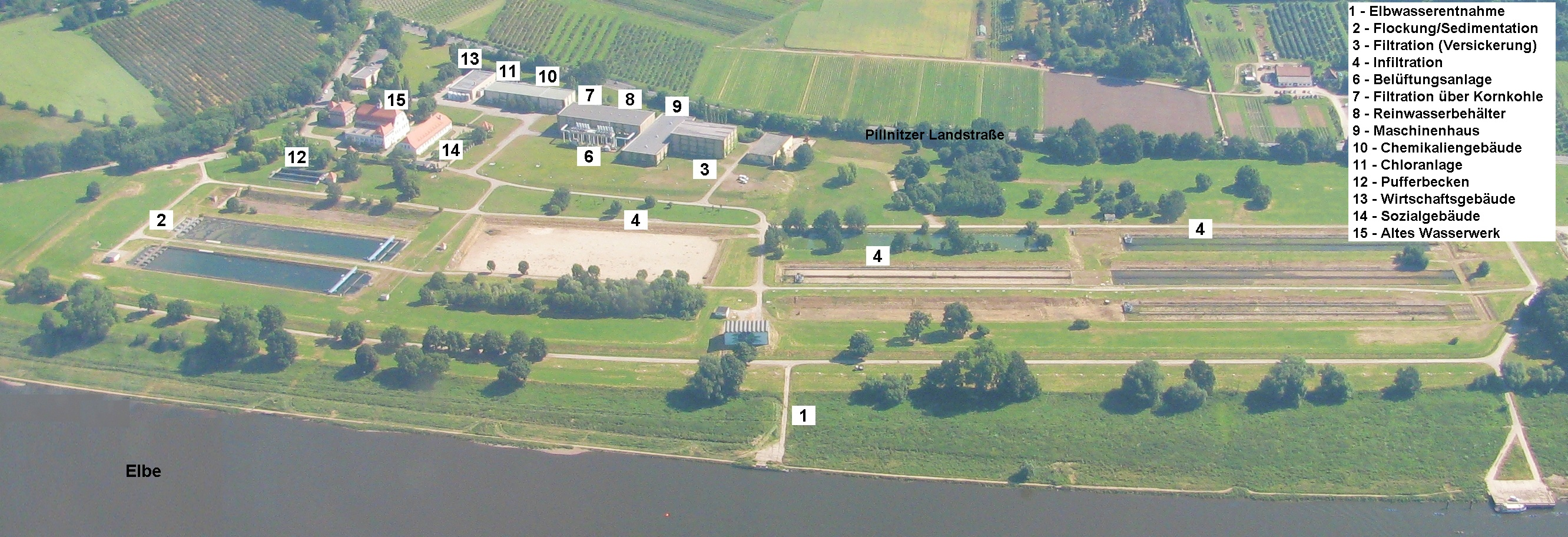
Luftbild des Wasserwerks (2010)

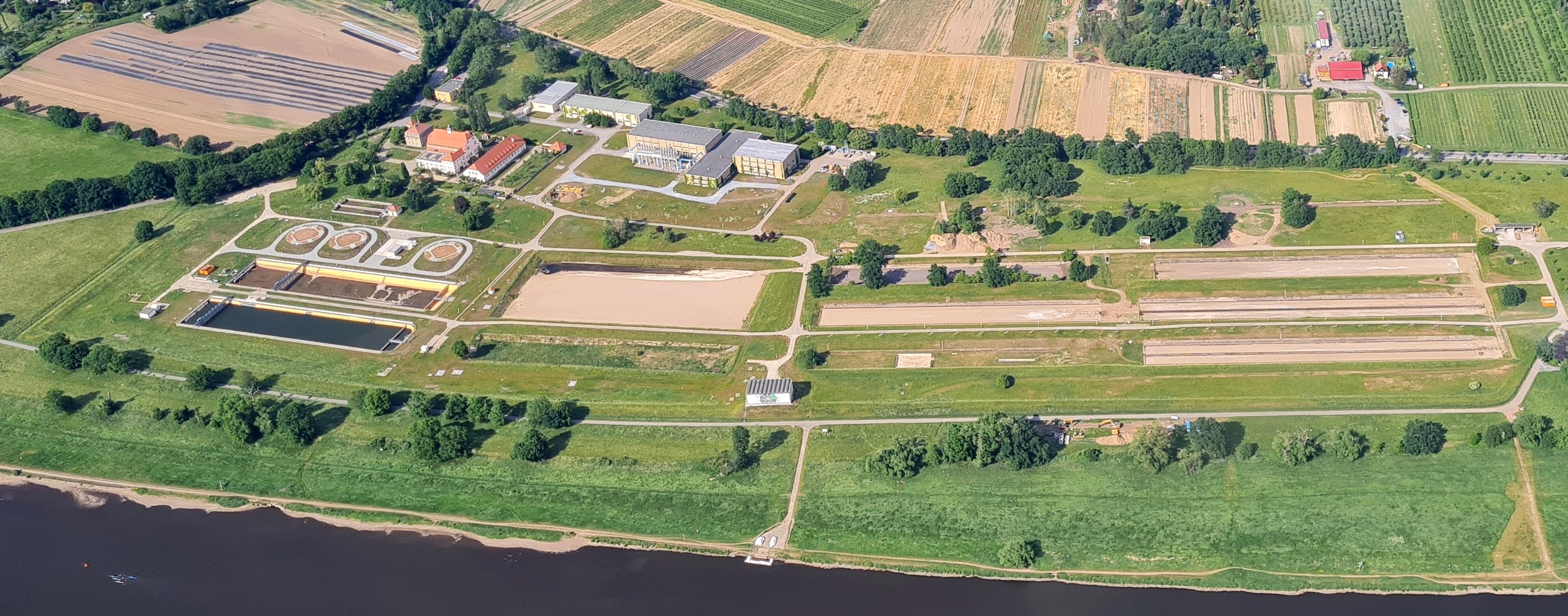
Luftbild des Wasserwerks (2022)

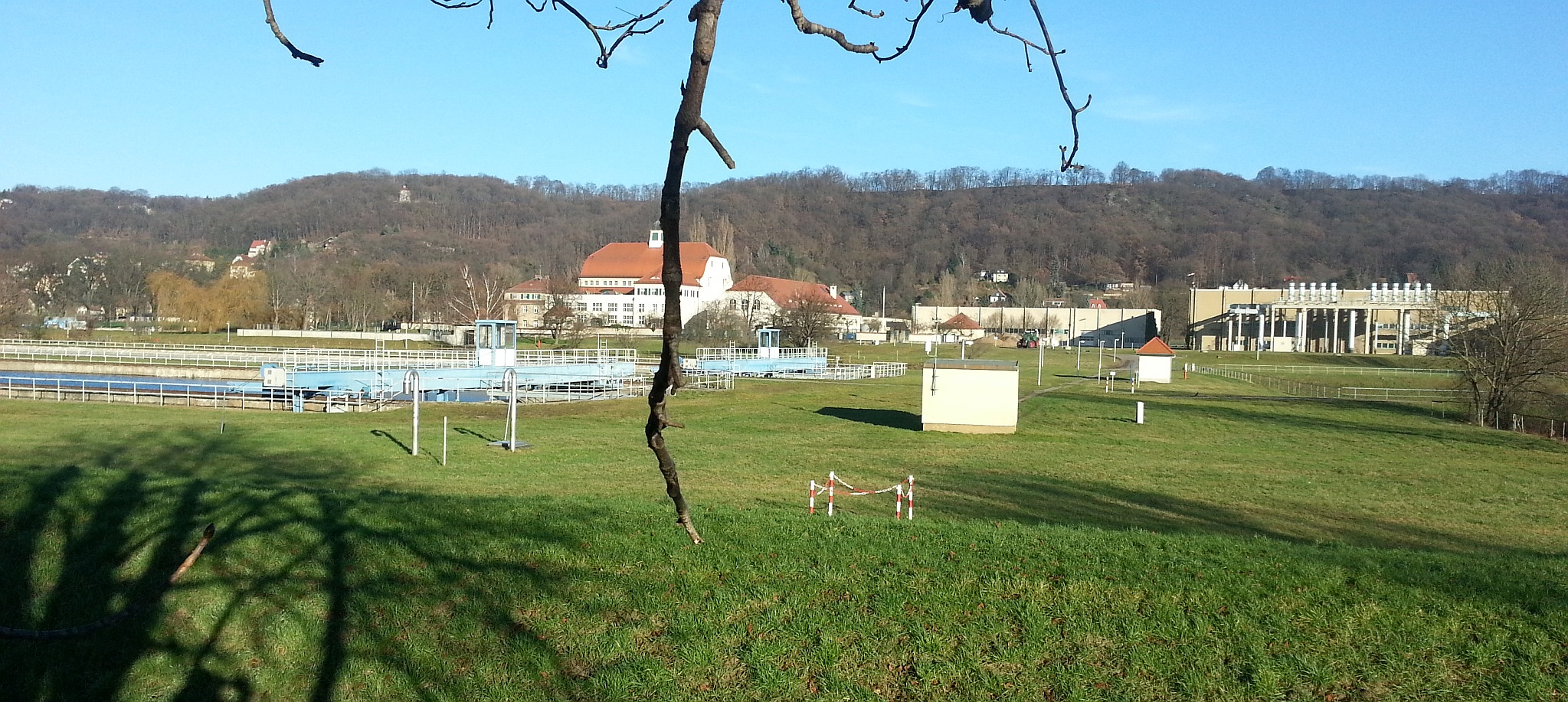
Vorn: Flockung-Sedimentation, hinten links: Altes Wasserwerk, hinten rechts: Chemikaliengebäude, Belüftungsanlage

- Elbwasserentnahme mit Einlaufbauwerk zur Förderung von Elbewasser in die Flockung und Sedimentation
- Flockung und Sedimentation zur Elimination der groben Verunreinigungen und Reduzierung aller sonstigen Inhaltsstoffe
- Filtration (Versickerung) zur Entfernung der Trübstoffe und Partikel
- Infiltration zur Elimination von Mikroorganismen
- Brunnen zur Fassung und Entnahme von Uferfiltrat und Infiltrat
- Belüftungsanlage zur Entsäuerung durch Austrag von Kohlenstoffdioxid und Eintrag von Sauerstoff
- Filtration über Kornkohle zur Elimination gelöster Spurenstoffe
- Reinwasserbehälter zur Zwischenspeicherung des Trinkwassers
- Maschinenhaus mit Zwischenförderpumpen, Filterspülwasserpumpen, Spülluftgebläsen und Reinwasserpumpen zur Förderung des Trinkwassers in das Verteilungsnetz der Stadt Dresden
- Chemikaliengebäude zur Lagerung und Dosierung von Aluminiumsulfat und Natronlauge
- Chloranlage zur Lagerung und Dosierung von Chlor zur Trinkwasserdesinfektion
- Pufferbecken zur Zwischenspeicherung der Filterspülabwässer